# Carl August Dittrich mladší
Carl August Dittrich mladší (3. října 1853 Krásná Lípa – 17. dubna 1918 Drážďany) byl německý průmyslník a podnikatel, člen úspěšného podnikatelského rodu Dittrichů, podnikající v oboru textilní výroby zejména v Krásné Lípě a na dalších místech v severních Čechách.

## Život

### Mládí
Narodil se v Krásné Lípě do majetné rodiny továrníka Carla Augusta Dittricha staršího, spolumajitele textilní firmy Heille & Dittrich, vlastnící též textilní továrnu v Żyrardówě, a Teresii, rozené Mayové, z Krásné Lípy. Po matce Carl přijal katolické vyznání, otec byl evangelíkem. Po absolutoriu techniky v Drážďanech odcestoval na praxi do tkalcovny Netta Ogdena v Anglii. Po návratu okolo roku 1875 se začal podílet na řízení rodinného podniku.

### Heille & Dittrich

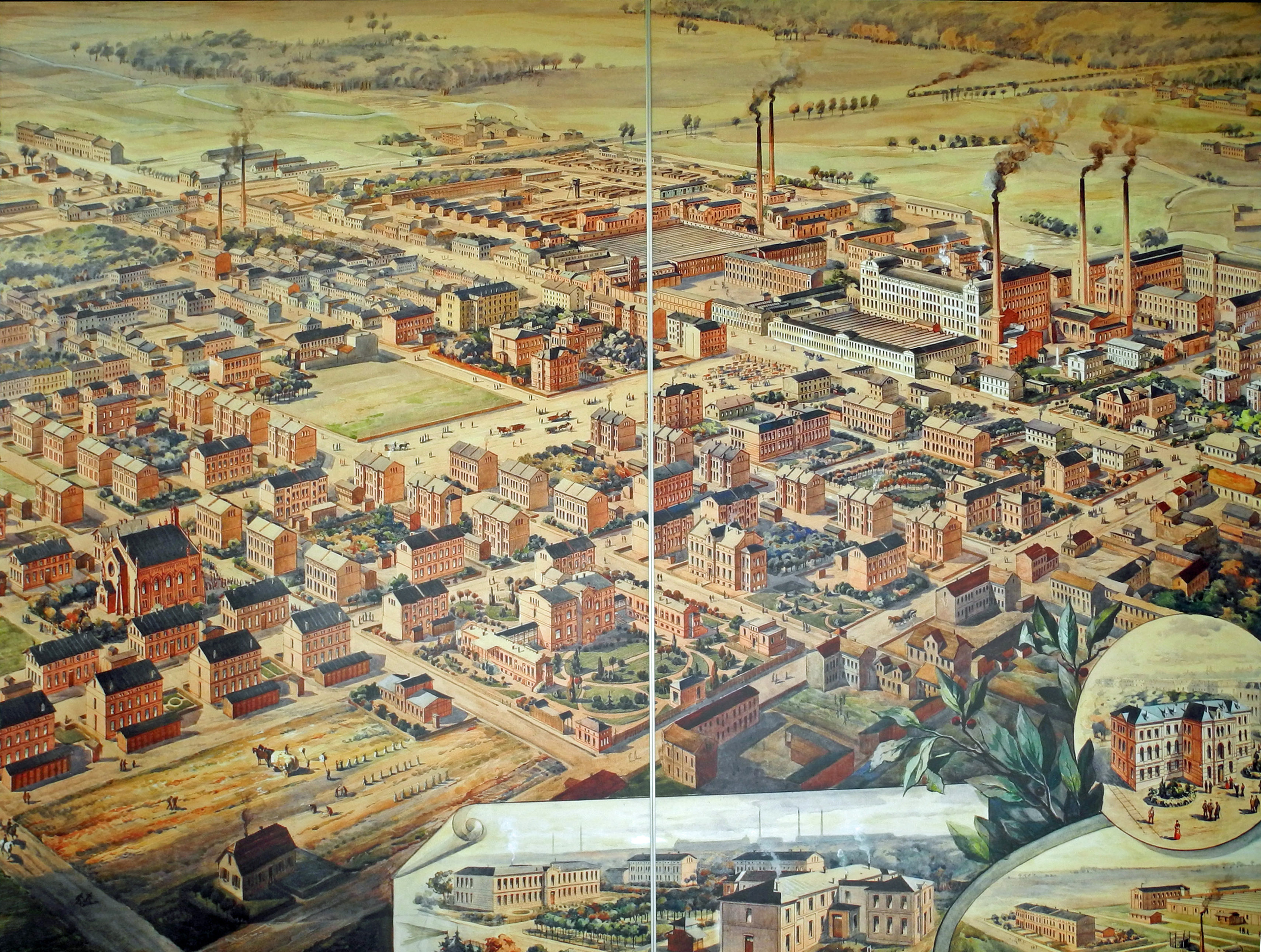
Přádelna v Żyrardówě s přilehlou dělnickou kolonií okolo roku 1900

Roku 1879 začal řítit celou firmu, textilku v Krásné Lípě a v Żyrardówě, kterou firma převzala roku 1857, nedaleko Varšavy na území tehdejšího Polského království. Pojal za manželku Alžbětu Heille, dceru otcova obchodního společníka Carla Theodora Heilleho, se kterým roku 1849 založili v Krásné Lípě svůj podnik.
Roku 1885 přeměnil Carl Dittrich firmu Heille & Dittrich na akciovou společnost, což mu umožnilo rozvíjet podnikání. Výroba krásnolipské i zyrardówské textilky byla podstatně rozšířena, Dittrich nechal vystavět nové dílenské budovy a obytné domky pro zaměstnance. Díky jeho přispění byly v Krásné Lípě dále vystaveny stavby jako městská nemocnice, dětská zotavovna, kostel či městský hřbitov.
Vlastnil také chmelnice nedaleko Žatce a cukrovar v Havrani u Mostu.

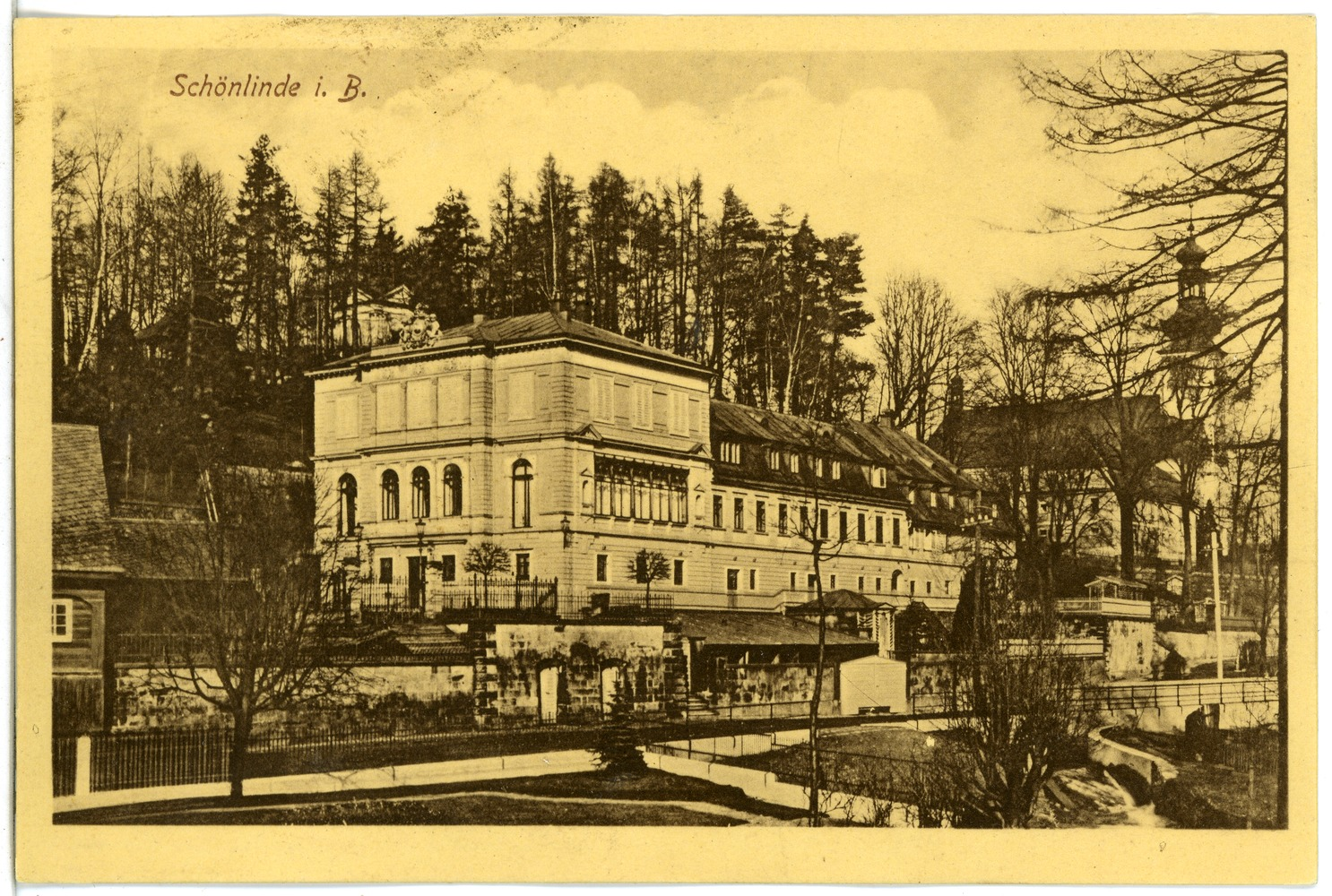
Rodinná vila Dittrichových

Carl Dittrich byl znám jako odpovědný a oblíbený zaměstnavatel. Pro své dělníky zřídil tovární knihovnu, roku 1899 daroval většinu svého majetku do dobročinného fondu, ze kterého byly například bývalým pracovníkům vypláceny starobní důchody. Jednalo se tehdy o jeden z prvních takových systémů vůbec. Dittrich také podpořil studijním stipendiem malíře Augusta Frinda na Akademii umění v Drážďanech a polského publicistu původem z Żyrardówa Pawla Hulku-Laskowského, pozdějšího překladatele Haškova Švejka do polštiny. Podporoval také turistiku v přilehlém Českosaském Švýcarsku, byl předsedou Horského spolku pro nejsevernější Čechy.

### Dittrichova hrobka

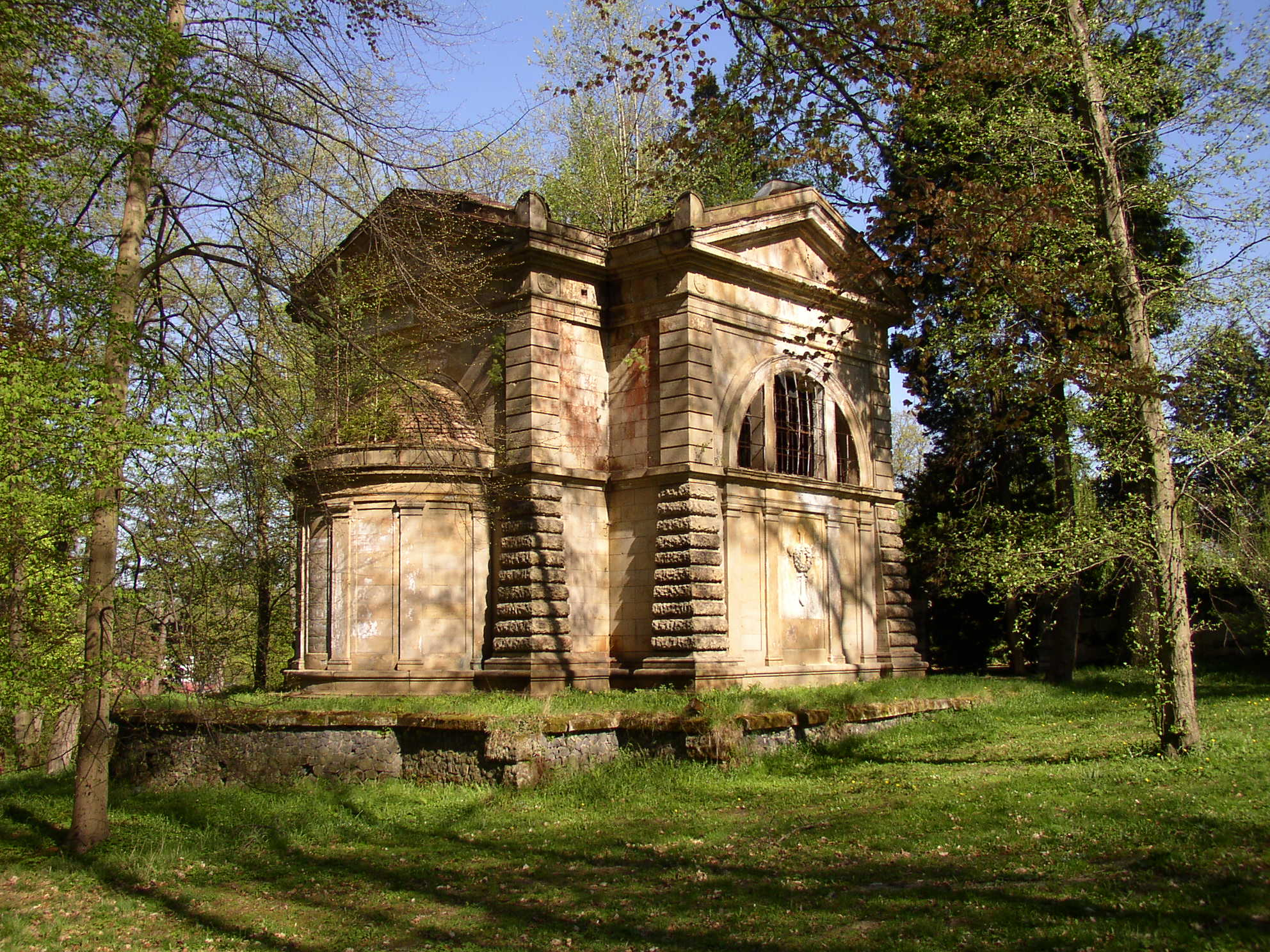
Dittrichova hrobka z roku 1889 od architekta Julia Carla Raschdorffa v Krásné Lípě

Roku 1889 nechal na pozemku za novým městským hřbitovem pro svou rodinu vybudovat monumentální neorenesanční mauzoleum známé jako Dittrichova hrobka podle návrhu architekta Julia Carla Raschdorffa. Na její grafické výzdobě se podílel též August Frind. Hrobka disponovala též kotelnou pro uchování správné teploty ostatků zemřelých. Prvním pohřbeným zde byl Dittrichův otec Carl August starší, který zemřel roku 1886.

### Úmrtí
Carl August Dittrich mladší zemřel v Drážďanech roku 1918 ve věku 64 let. Jeho ostatky byly zpopelněny a uloženy v rodinné hrobce v Krásné Lípě.

### Rodinný život
Od 70. let 19. století byl Carl August Dittrich ženatý s manželkou Therésií,
Rodina firmu spravovala i nadále, její činnost byla pak omezena událostmi spojenými s vzestupem fašismu v Evropě a druhou světovou válkou.